# St. Johannis (Urbach (Landkreis Nordhausen))

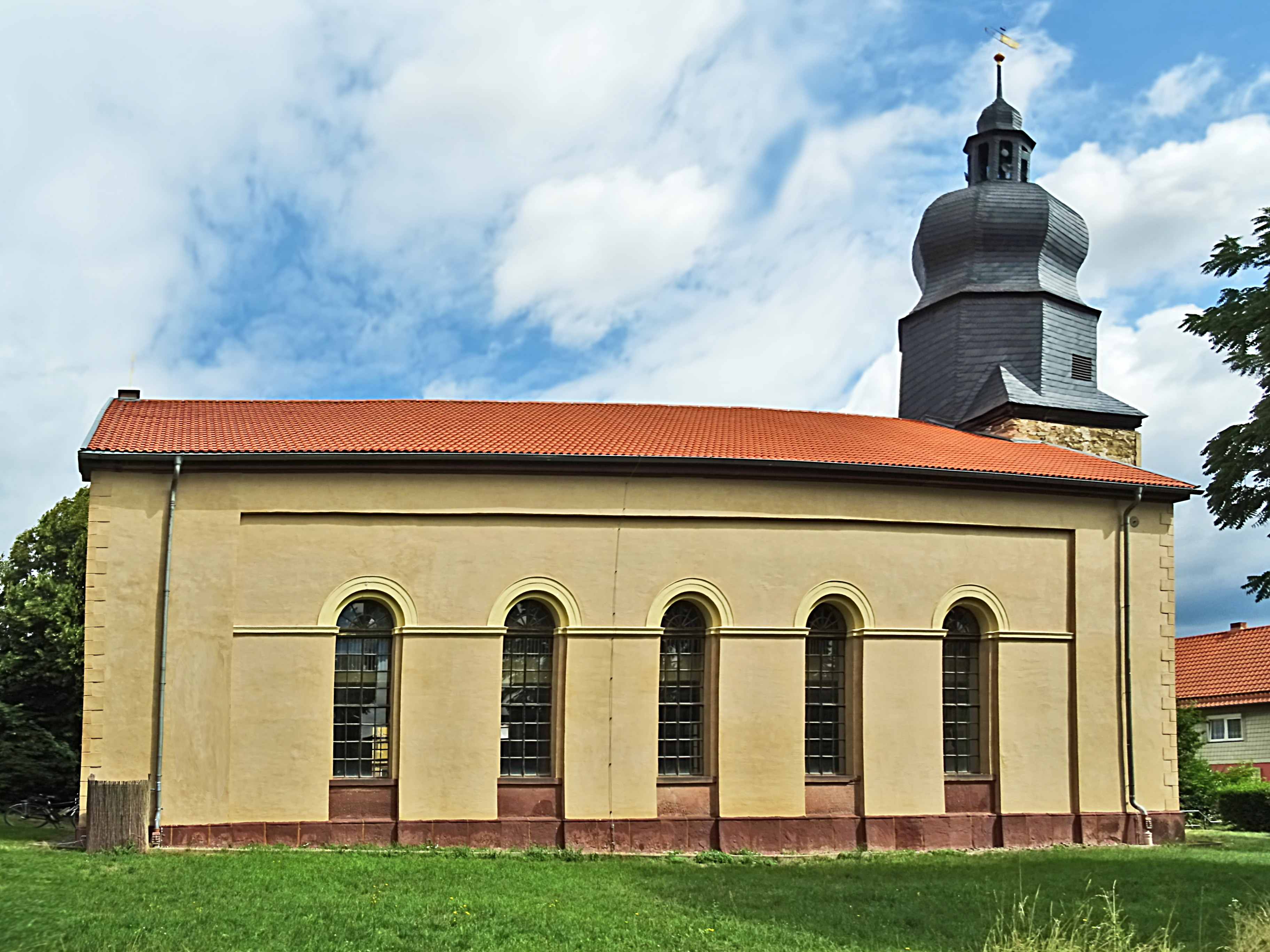
St. Johannis

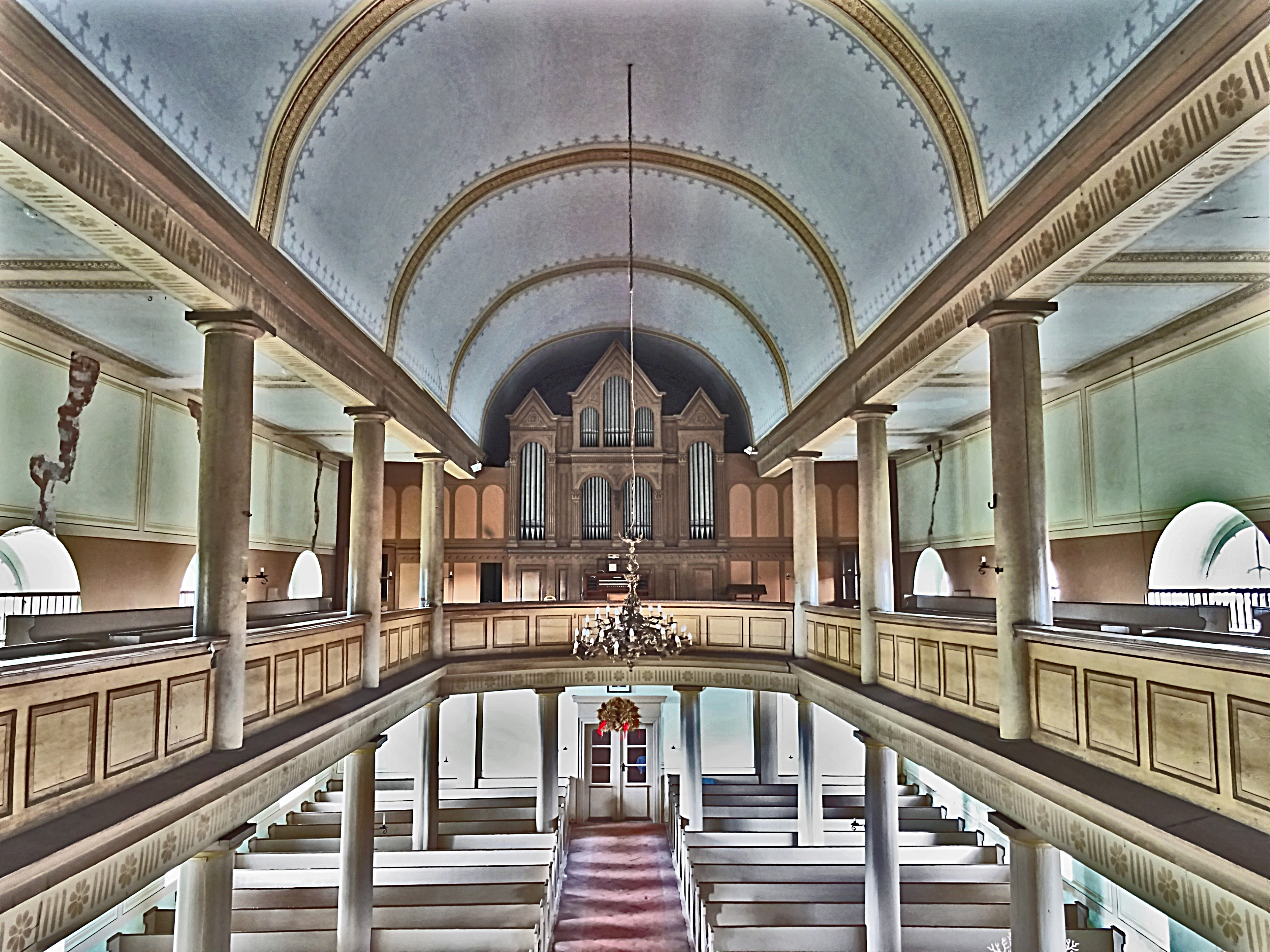
Innenansicht (2025)

Die denkmalgeschützte evangelisch-lutherische Kirche St. Johannis steht in Urbach, einer Gemeinde im Landkreis Nordhausen von Thüringen.
Die Kirchengemeinde Urbach gehört zum Pfarrbereich Urbach im Kirchenkreis Südharz der Evangelischen Kirche in Mitteldeutschland.

## Beschreibung
Die eigentliche Kirche ist ein klassizistischer Rechteckbau mit Satteldach aus dem Jahr 1851 und wurde westlich an einen älteren Turm gebaut, dessen Erdgeschoss heute als Eingangsraum dient. Der Altar befindet sich also im Westen.
Hhr Bruchsteinmauerwerk ist heute weitgehend verputzt. An beiden Längsseiten hat der Bau jeweils fünf Rundbogenfenster.
Der eingezogene Kirchturm im Osten, hat einen achtseitigen schiefergedeckten Aufsatz hat, hinter dessen Klangarkaden sich der alte Glockenstuhl befindet. Darauf sitzt eine bauchige Haube, die von einer offenen Laterne mit einer Turmkugel gekrönt wird. Das Erdgeschoss des Turms ist mit einem  Tonnengewölbe gedeckt.

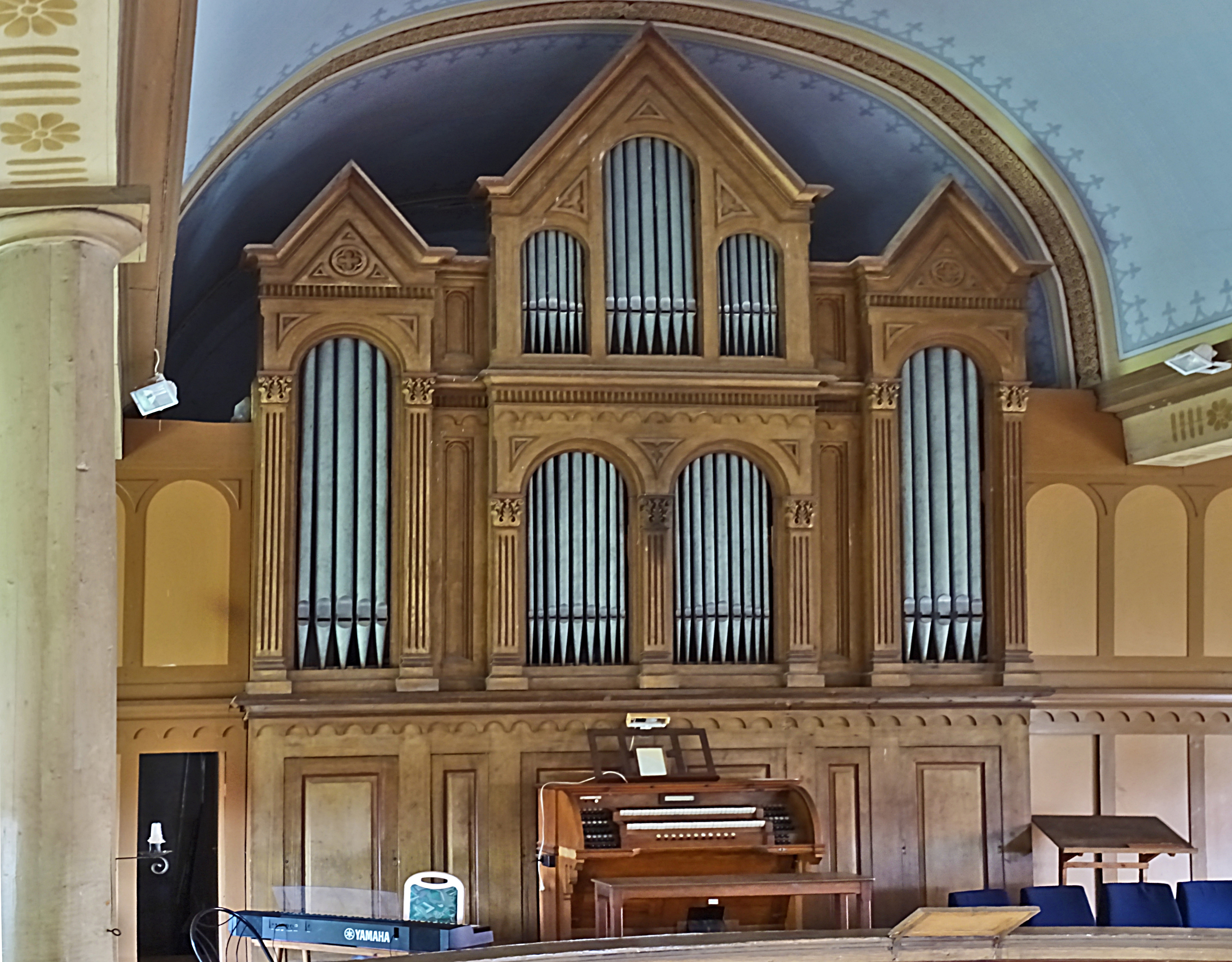
Knauf-Orgel

Der Kirchenraum ist sowohl eine Emporenhalle als auch eine Pseudobasilika, durch zwei Reihen toskanischer Säulen in drei Schiffe gegliedert. Das Mittelschiff hat ein verputztes hölzernes Tonnengewölbe mit nur aufgemalten Gurtbögen über den Säulenpaaren. Die flachgedeckten Seitenschiffe sind mit eingeschossigen Emporen ausgestattet. Die Säulen haben sowohl unter den Emporen als auch an der Decke einfache Kapitelle. Über den Emporen setzten sie schon in deren Bodenhöhe wieder an, unterbrechen also die Brüstungen.
Der klassizistische Kanzelaltar schließt das Mittelschiff als Wand nach Osten ab, hinter der sich die Sakristei befindet. Oberhalb dieser Wand reicht das Tonnengewölbe etwas weiter nach Westen.

## Orgel
Die Orgel mit 18 Registern, verteilt auf 2 Manuale und ein Pedal, wurde 1841 von Friedrich Christian Knauf gebaut und 1961 von Rudolf Böhm restauriert.